# Adonis distorta
Adonis distorta is een zeldzame, overblijvende plant uit de ranonkelfamilie (Ranunculaceae), die endemisch is in de Apennijnen.

## Naamgeving enetymologie
- Engels: Apennine Pheasant's Eye
- Italiaans: Adonide curvata

Adonis is vernoemd naar de Griekse god Adonis. De soortaanduiding distorta is afgeleid van het Latijnse 'distortus' (misvormd).

## Kenmerken
Adonis distorta is een lage overblijvende, kruidachtige plant met een gebogen stengel, zonder schubben aan de voet. De stengelbladeren zijn twee- of drievoudig geveerd, de onderste langgesteeld, met zeer fijne bladslipjes.
De bloemen staan alleen aan de top van de bloemstengel, opgericht, zonder schutblaadjes, tot 45 mm in doormeter, radiaal symmetrisch, diep komvormig, met behaarde kelkblaadjes en glanzend gele kroonbladen. De bloem bezit talrijke gele meeldraden.
De plant bloeit van juli tot augustus.

## Habitaten verspreiding
Adonis distorta groeit voornamelijk op rotsen en stenige plaatsen, meestal op kalksteen, van 2000 tot 2400 m hoogte.
De soort is endemisch in de centrale Apennijnen in Midden-Italië.

## Verwante en gelijkende soorten
Adonis distorta kan van andere Adonis-soorten onderscheiden worden door de gebogen stengel, en van de voorjaarsadonis (Adonis vernalis) door de afwezigheid van schubben aan de voet van de stengel.
... · 
A. aestivalis (Zomeradonis) · 
A. annua (Herfstadonis) · 
A. distorta · 
A. flammea (Kooltje-vuur) · 
A. pyrenaica (Pyreneese adonis) · 
A. vernalis (Voorjaarsadonis) · 
...